# إدموند آدامز
إدموند آدامز (1 فبراير 1915 في المملكة المتحدة - 1 مارس 2005 في المملكة المتحدة) (بالإنجليزية: Edmund Adams)‏ هو لاعب كريكت بريطاني وبريطاني (وحمل سابقاً جنسية المملكة المتحدة لبريطانيا العظمى وأيرلندا). لعب مع نادي مقاطعة سومرست للكريكت ‏.